# Parkhotel Pörtschach am Wörthersee
Koordinaten: 46° 37′ 54,9″ N, 14° 8′ 39″ O
Das Parkhotel Pörtschach (Betreiber: Kurhotel Pörtschach) ist ein Hotel auf der Pörtschacher Halbinsel am Wörthersee in Kärnten. In seiner heutigen Form wurde es 1963 errichtet und seither mehrfach den veränderten touristischen Bedürfnissen angepasst. In seiner Grundstruktur und seiner Ausstattung ist es jedoch bis heute weitgehend original erhalten. Das Hotel gehört seit Ende der 1960er Jahre der Unternehmerfamilie List und ist heute Teil der List Hospitality Group.

## Geschichte

### Geschichte des Bauplatzes

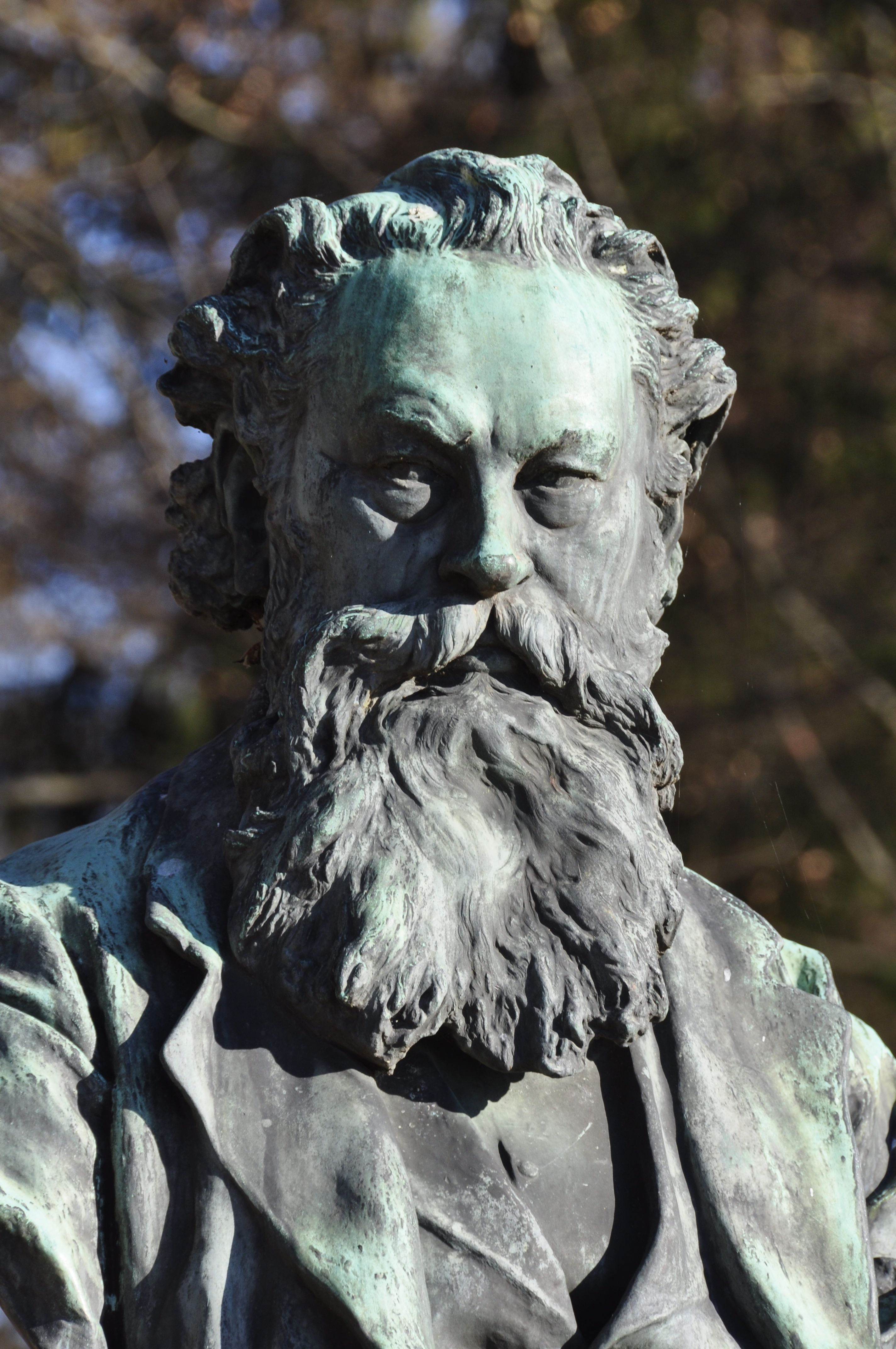
Ernst Wahliss (Denkmal Johannes-Brahms-Promenade)

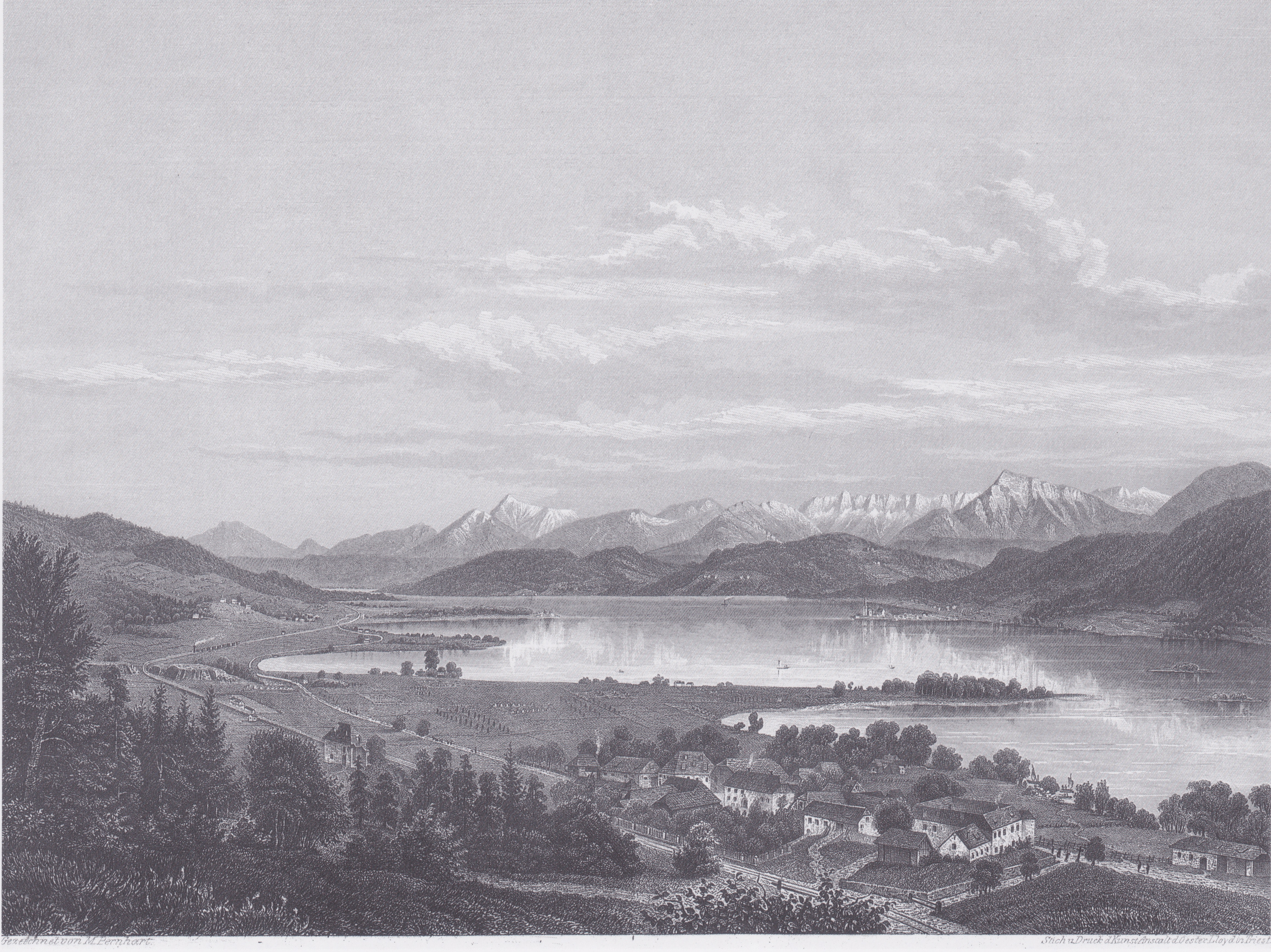
Pörtschach von Westen, Mitte 19. Jh., ein kleines Dorf mit der vollkommen unbebauten Halbinsel (Stich nach Markus Bernhard, undatiert)

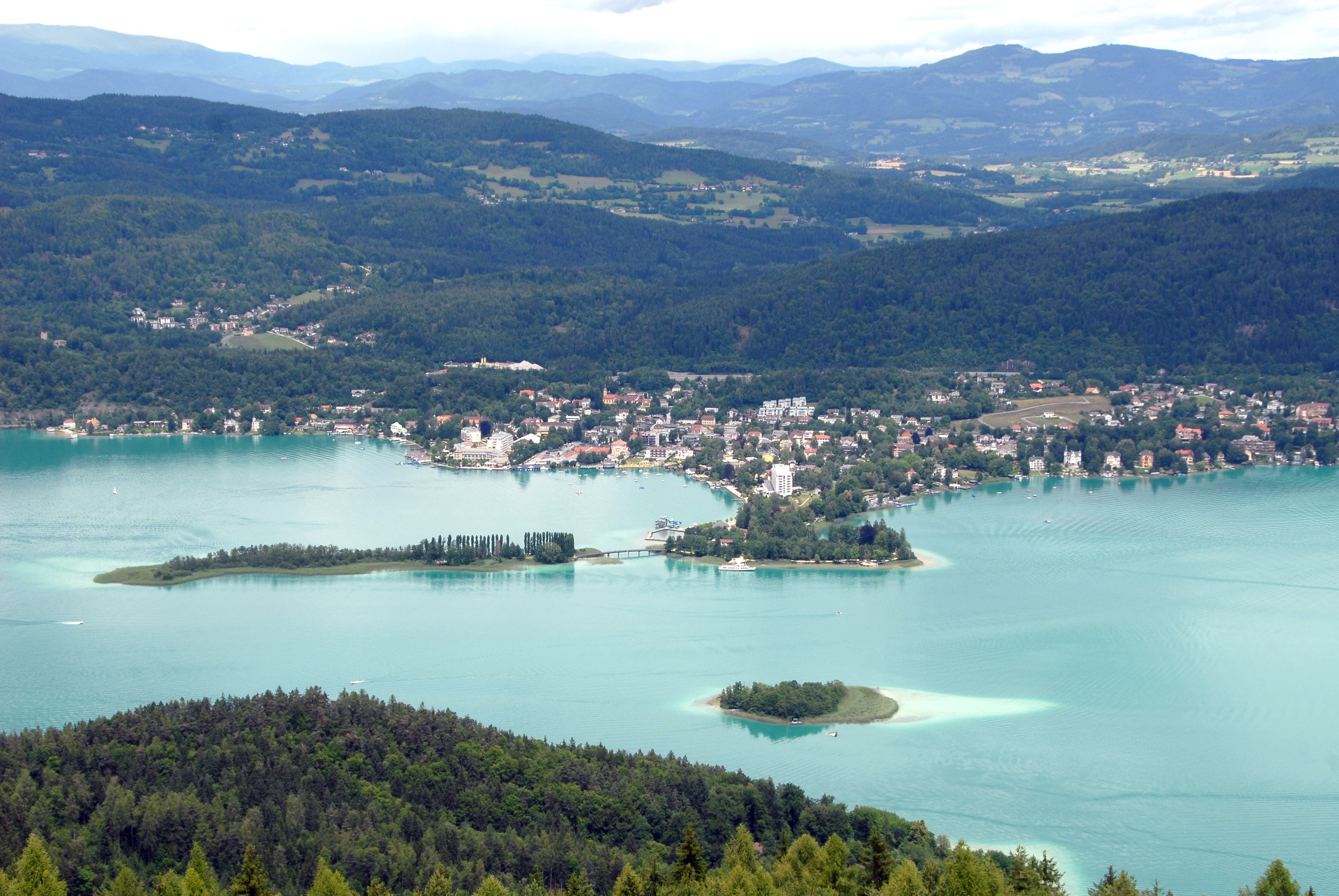
Pörtschach von Süden, mit der Halbinsel (mittig), auf der das Hotel errichtet worden ist

Der Porzellanfabrikant Ernst Wahliss erwarb im Jahr 1882 das Grundstück von der Landzunge bis zur Hauptstraße und ließ darauf das Etablissement Wahliss erbauen. Die Anlage bestand aus zahlreichen Objekten sowie Freizeit- und Sporteinrichtungen. Die Halbinsel wurde mit Promenadewegen zu einem Naturpark umgestaltet. Jeden Sommertag gab es Musik-, Kultur- oder Freizeitveranstaltungen, die von zahlreichen Gästen besucht wurden.
Nach dem Tod von Wahliss im Jahr 1900 konnte seine Familie das Hotel nur noch kurz halten und in der Folge wechselten die Besitzer mehrfach. Im Jahr 1928 erwarb die Gemeinde Pörtschach das Areal und ließ einige Adaptierungen vornehmen. In der NS-Zeit kam das Hotel in den Besitz des Deutschen Reiches, der Hotelbetrieb wurde eingestellt und Teile für eine Reichsfinanzschule und später als Lazarett verwendet.
Nach dem 2. Weltkrieg wurde das Areal von den Briten genutzt und für die Öffentlichkeit gesperrt. Der Zustand der Gebäude hatte sich über die Jahre verschlechtert, als 1953 abermals die Gemeinde Pörtschach das Areal erwarb und erste Planungen in Auftrag gab.
An der Stelle des heutigen Hotels stand seinerzeit die 1894 erbaute Villa IX des Etablissement Wahliss, ein dreistöckiger, von Mittelturm und seitlichen Erkern überhöhter Großbau mit umlaufenden Veranden ganz im historistisch-romantisierenden Heimatstil der Sommerfrischearchitektur der Belle Epoque.
1955 wurde der Wiener Architekt Georg Lippert von der Gemeinde Pörtschach mit Planungen beauftragt, die jedoch nicht realisiert wurden. Im Jahr 1958 erhielt der Wiener Architekt Josef Vytiska einen Planungsauftrag und erarbeitete vier unterschiedliche Varianten. Auch diese wurden nicht verwirklicht.
Bewegung kam erst mit dem Verkauf der Liegenschaft an die Baufirma Wayss & Freytag – Simplexbau im Jahr 1959. Der Zivilingenieur DI Kurt Köfer entwarf Neubaupläne, die im Juni 1959 bei der Baubehörde eingereicht wurden. Er plante das neue Parkhotel als Neubau an der Stelle der ehemaligen Villa IX des einstigen Etablissement Wahliss als nord-süd-gerichteten Baukörper. Am 1. Juli 1963 erfolgte die feierliche Eröffnung.

## Architektur
Das Gebäude besitzt eine großstädtische Dimension und Attitüde.
Geprägt wird der Eindruck des Parkhotel Pörtschach von den über das gesamte Gebäude angebrachten Loggien. Die Anordnung der Zimmer erfolgte ökonomisch entlang eines Mittelganges. Durch die Lage auf der Halbinsel sind beide Gebäudeseiten weitgehend gleichwertig und ermöglichen für alle Zimmer den angestrebten Seeblick.
Das Hotel gilt in der Wucht seiner Dimension wie auch den Details der Ausstattung als Musterbeispiel der Tourismusarchitektur des internationalen Stils im Kärntner Seengebiet der Wirtschaftswunderzeit und des Design der 1960er.

### Konstruktion und Daten
Die Errichtung des Flachdachbaues erfolgte in Leichtbauweise. Über alle Geschoße sind Loggien angeordnet, die durch das Abwinkeln der Zimmerwände nach Süden orientiert sind. Zusammen mit den großzügigen Verglasungen und den heute teilweise in Glas ausgeführten Brüstungen ermöglichen sie eine Erweiterung der Zimmer ins Freie. Der gesamte Baukörper hat Abmessungen von 73,5 × 16,5 m mit einer Höhe von 33 m.
Im Sockel des Gebäudes, befinden sich auf zwei Ebenen die mit einem Flugdach überdeckte Zufahrt, die Rezeption mit Lobby sowie Konferenzräume, die Küche und ein großer, rundum verglaster Speisesaal mit vorgelagerter Terrasse. Bei der Eröffnung umfasste der Bau 25 Apartments und 147 Zimmer von jeweils 26 m² Größe. Nach mehreren Adaptierungen beherbergt das Hotel heute auf sieben Geschoßen insgesamt 350 Betten in 195 Zimmern.
Durch die kompakte, flachrechteckige Gestaltung des Baukörpers als Großform blieb der Großteil des Grünraums der Halbinsel mit etwa 40.000 m² zur Erholung erhalten. Diese ist mit Promenadewegen und altem Baumbestand sowie Bade- und Sportplätzen öffentlich nutzbar und insbesondere der Zugang zum auf der Halbinsel anschließenden Freibad wird auch öffentlich genutzt.

### Innenausstattung
Die Innenausstattung des Parkhotels blieb seit den 1960er Jahren nahezu unverändert. Das Foyer wurde im damaligen Zeitgeschmack gestaltet. Die Innenausstattung der Zimmer ist schlicht-elegant.